# Fenshuiling Shuiku
Fenshuiling Shuiku är en reservoar i Kina. Den ligger i provinsen Anhui, i den östra delen av landet, omkring 92 kilometer norr om provinshuvudstaden Hefei. Fenshuiling Shuiku ligger 49 meter över havet. Trakten runt Fenshuiling Shuiku består till största delen av jordbruksmark.
Genomsnittlig årsnederbörd är 1 128 millimeter. Den regnigaste månaden är juli, med i genomsnitt 190 mm nederbörd, och den torraste är januari, med 28 mm nederbörd.